# Boffles
Boffles est une commune française située dans le département du Pas-de-Calais en région Hauts-de-France. Ses habitants sont appelés les Bofflois. La commune est membre de la communauté de communes du Ternois.

## Géographie

### Localisation
Localisée dans le sud du département du Pas-de-Calais, la commune de Boffles se situe à 7 kilomètres au nord-est d'Auxi-le-Château et à l'ouest 52 kilomètres d'Arras (chef-lieu d'arrondissement et préfecture du Pas-de-Calais),.
Le territoire de la commune est limitrophe de ceux de cinq communes.
Les communes limitrophes sont Vacquerie-le-Boucq, Nœux-lès-Auxi, Rougefay, Buire-au-Bois et Fortel-en-Artois.

### Géologie et relief
La superficie de la commune est de 3,27 km2 ; son altitude varie de 80  à   140 mètres.

### Hydrographie
Le territoire de la commune est situé dans le bassin Artois-Picardie. Elle n'est drainée par aucun cours d'eau,.

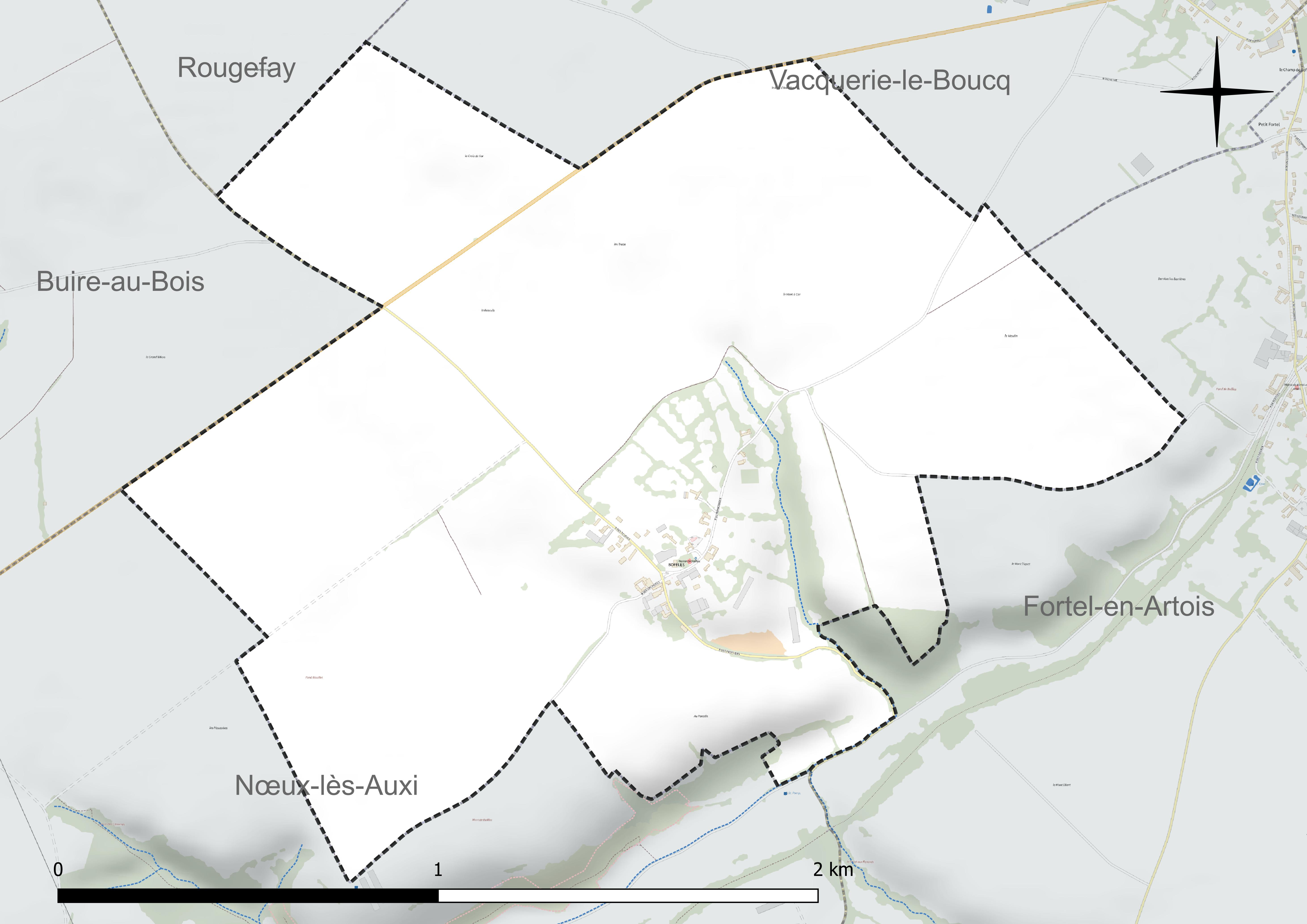
Réseau hydrographique de Boffles.

### Climat
Pour des articles plus généraux, voir Climat des Hauts-de-France et Climat du Pas-de-Calais.
En 2010, le climat de la commune est de type climat des marges montargnardes, selon une étude du CNRS s'appuyant sur une série de données couvrant la période 1971-2000. En 2020, Météo-France publie une typologie des climats de la France métropolitaine dans laquelle la commune est exposée à un climat océanique et est dans la région climatique Côtes de la Manche orientale, caractérisée par un faible ensoleillement (1 550 h/an) ; forte humidité de l'air (plus de 20 h/jour avec humidité relative > 80 % en hiver), vents forts fréquents.
Pour la période 1971-2000, la température annuelle moyenne est de 10 °C, avec une amplitude thermique annuelle de 13,9 °C. Le cumul annuel moyen de précipitations est de 876 mm, avec 13,1 jours de précipitations en janvier et 9,1 jours en juillet. Pour la période 1991-2020, la température moyenne annuelle observée sur la station météorologique la plus proche, située sur la commune de Bernaville à 14 km à vol d'oiseau, est de 10,4 °C et le cumul annuel moyen de précipitations est de 877,3 mm,. Pour l'avenir, les paramètres climatiques de la commune estimés pour 2050 selon différents scénarios d'émission de gaz à effet de serre sont consultables sur un site dédié publié par Météo-France en novembre 2022.

### Paysages
Pour un article plus général, voir Paysage en France.
La commune s'inscrit à la jonction de deux paysages régionaux tels qu'ils sont définis dans l'atlas de paysages de la région Nord-Pas-de-Calais, conçu par la direction régionale de l'Environnement, de l'Aménagement et du Logement (DREAL), :
- les « paysages du val d'Authie », qui concernent 83 communes, se délimitent : au sud, dans le département de la  Somme par les « paysages de l'Authie et du Ponthieu », dépendant de l'atlas de paysages de la Picardie et au nord et à l'est par les « paysages du Montreuillois », les « paysages du Ternois » et les « paysages des plateaux cambrésiens et artésiens ». Le caractère frontalier de la vallée de l'Authie, aujourd’hui entre le Pas-de-Calais et la Somme, remonte au Moyen Âge où elle séparait le royaume de France du royaume d'Espagne, au nord[13].

Le coteau nord est escarpé alors que le coteau sud offre des pentes plus douces. À l'ouest, l'Authie s'ouvre sur la baie d'Authie, typique de l'estuaire picard, et se jette dans la Manche. Avec son vaste estuaire et les paysages des bas-champs, la baie d'Authie contraste avec les paysages plus verdoyants en amont.
L’Authie, entaille profonde du plateau artésien, a créé des entités écopaysagères prononcées avec un plateau calcaire dont l'altitude varie de 100  à   163 m qui s'étend de chaque côté du fleuve. L'altitude du plateau décline depuis le pays de Doullens, à l'est (point culminant à 163 m), vers les bas-champs picards, à l'ouest (moins de 40 m). Le fond de la vallée de l'Authie, quant à lui, est recouvert d'alluvions et de tourbes. L'Authie est un fleuve côtier classé comme cours d'eau de première catégorie où le peuplement piscicole dominant est constitué de salmonidés.
L’occupation des sols des « paysages du val d'Authie » est composée pour 69,48 % en cultures, 15,34 % en prairies naturelles, permanentes, 7,79 % en forêts et milieux semi-naturels, 5,04 % en espaces artificialisés avec principalement les communes d'Auxi-le-Château et Doullens, 1,11 % en cours d'eau et plans d'eau, 0,87 % en peupleraies et 0,37 % en espaces industriels ;
- les « paysages du Ternois », qui concernent 138 communes avec trois pôles d'attraction que sont Hesdin-la-Forêt à l'ouest, Saint-Pol-sur-Ternoise à l'est et, dans une moindre mesure, Frévent en lisière sud, sont délimités par deux cours d'eau : la Canche au sud et la Ternoise au nord. Ces paysages sont composés de plateaux, de vallées et de bocages. Les plateaux du Ternois montrent une structure tabulaire assez plane et une altitude assez régulière avec des points culminants entre 150  à   160 m[14].

Le territoire d'une vingtaine de kilomètres du nord au sud et d'est en ouest, est traversé par la D 939 reliant Saint-Pol-sur-Ternoise à Hesdin-la-Forêt, par la D 912 entre Saint-Pol-sur-Ternoise et Frévent et par la ligne ferroviaire de Saint-Pol-sur-Ternoise à Étaples dans la vallée de la Canche. La position excentrée, en l'absence de grands axes autoroutiers ou ferrés structurants, a permis au Ternois de conserver un caractère rural.
Au niveau de l'occupation des sols de ces « paysages du Ternois », les surfaces cultivées représentent 66,80 % de la surface totale et sont omniprésentes sur les plateaux avec majoritairement la culture de la betterave et de la pomme de terre, les prairies naturelles, permanentes 19 %, les forêts, comme la forêt d'Hesdin, et milieux semi-naturels 7,26 %, présentes dans les deux principales vallées de la Ternoise et de la Canche, les espaces artificialisés 3,22 % avec principalement les communes de Saint-Pol-sur-Ternoise, Hesdin-la-Forêt et Frévent, les espaces industriels 0,52 % et les cours d'eau et plans d'eau 0,21 %.

### Milieux naturels et biodiversité

#### Zones naturelles d'intérêt écologique, faunistique et floristique
L'inventaire des zones naturelles d'intérêt écologique, faunistique et floristique (ZNIEFF) a pour objectif de réaliser une couverture des zones les plus intéressantes sur le plan écologique, essentiellement dans la perspective d'améliorer la connaissance du patrimoine naturel national et de fournir aux différents décideurs un outil d'aide à la prise en compte de l'environnement dans l'aménagement du territoire.
Le territoire communal comprend une ZNIEFF de type 1 : le mont de Boffles. Le sol crayeux de cette ZNIEFF permet notamment l'expression d'une flore et de végétations de pelouses calcicoles issues d'une exploitation pastorale séculaire, et qui présentent un intérêt patrimonial majeur en région Nord-Pas-de-Calais.
et une ZNIEFF de type 2 : la moyenne vallée de l'Authie et ses versants entre Beauvoir-Wavans et Raye-sur-Authie. Cette ZNIEFF de la moyenne vallée de l'Authie comprend une organisation paysagère régulière avec le fond de vallée humide, des versants calcaires, pentes boisées et hauteurs cultivées.

Carte des ZNIEFF de type 1 et 2 sur la commune
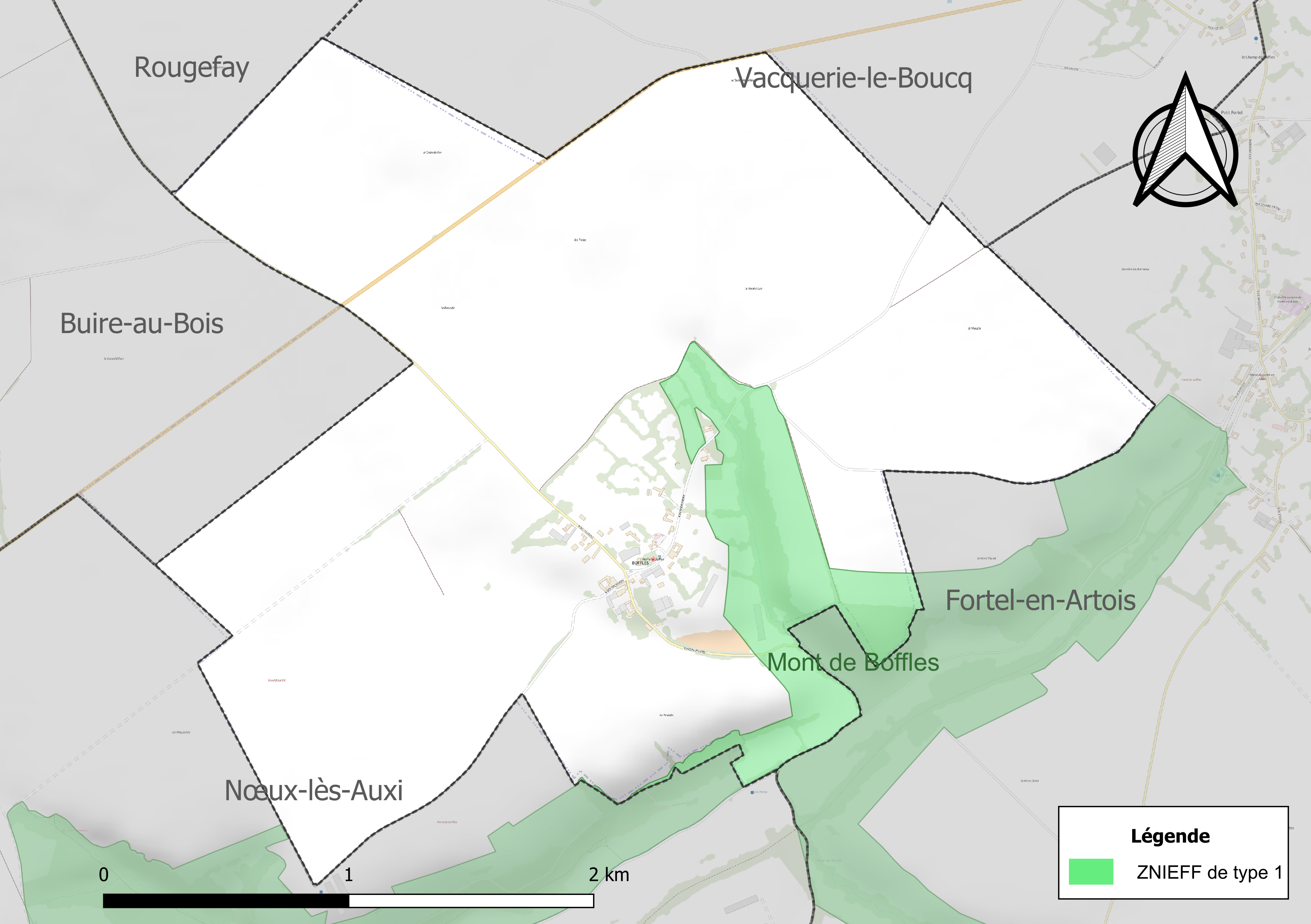
Carte de la ZNIEFF de type 1 sur la commune.
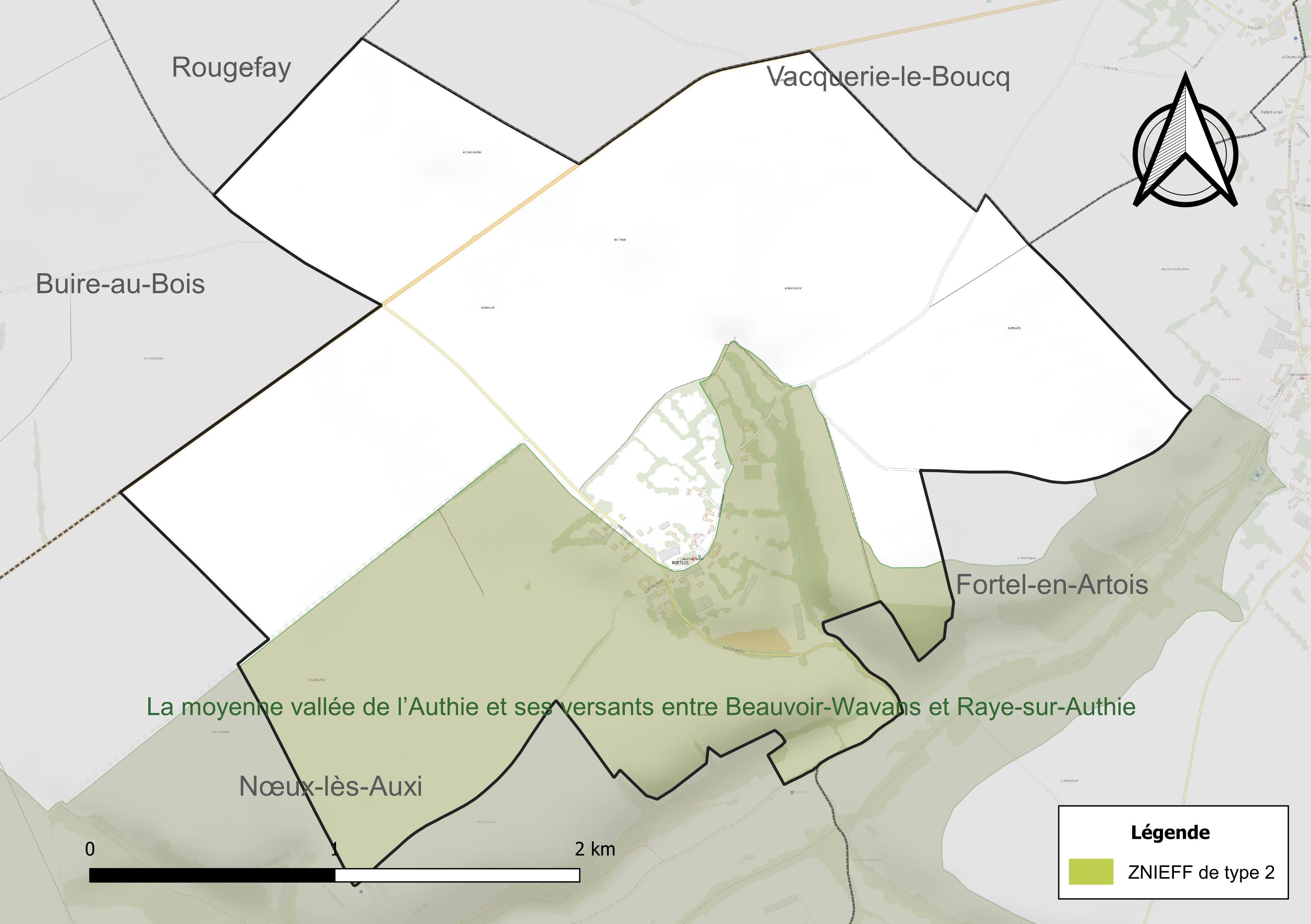
Carte de la ZNIEFF de type 2 sur la commune.

#### Site Natura 2000
Le réseau Natura 2000 est un réseau écologique européen de sites naturels d'intérêt écologique élaboré à partir des Directives « Habitats » et « Oiseaux ». Ce réseau est constitué de Zones spéciales de sonservation (ZSC) et de Zones de protection spéciale (ZPS). Dans les zones de ce réseau, les États Membres s'engagent à maintenir dans un état de conservation favorable les types d'habitats et d'espèces concernés, par le biais de mesures réglementaires, administratives ou contractuelles.
Sur la commune, un site Natura 2000 de type B est défini en site d'importance communautaire (SIC) : les pelouses, bois, forêts neutrocalcicoles et système alluvial de la moyenne vallée de l'Authie, d'une superficie de 115 hectares et d'une altitude variant de 17  à   138 mètres.

## Urbanisme

### Typologie
Au 1er janvier 2024, Boffles est catégorisée commune rurale à habitat très dispersé, selon la nouvelle grille communale de densité à sept niveaux définie par l'Insee en 2022.
Elle est située hors unité urbaine et hors attraction des villes,.

### Occupation des sols
L'occupation des sols de la commune, telle qu'elle ressort de la base de données européenne d'occupation biophysique des sols Corine Land Cover (CLC), est marquée par l'importance des territoires agricoles (100 % en 2018), une proportion identique à celle de 1990 (100 %). La répartition détaillée en 2018 est la suivante : 
terres arables (84,2 %), zones agricoles hétérogènes (10,4 %), prairies (5,4 %). L'évolution de l'occupation des sols de la commune et de ses infrastructures peut être observée sur les différentes représentations cartographiques du territoire : la carte de Cassini (XVIIIe siècle), la carte d'état-major (1820-1866) et les cartes ou photos aériennes de l'IGN pour la période actuelle (1950 à aujourd'hui).

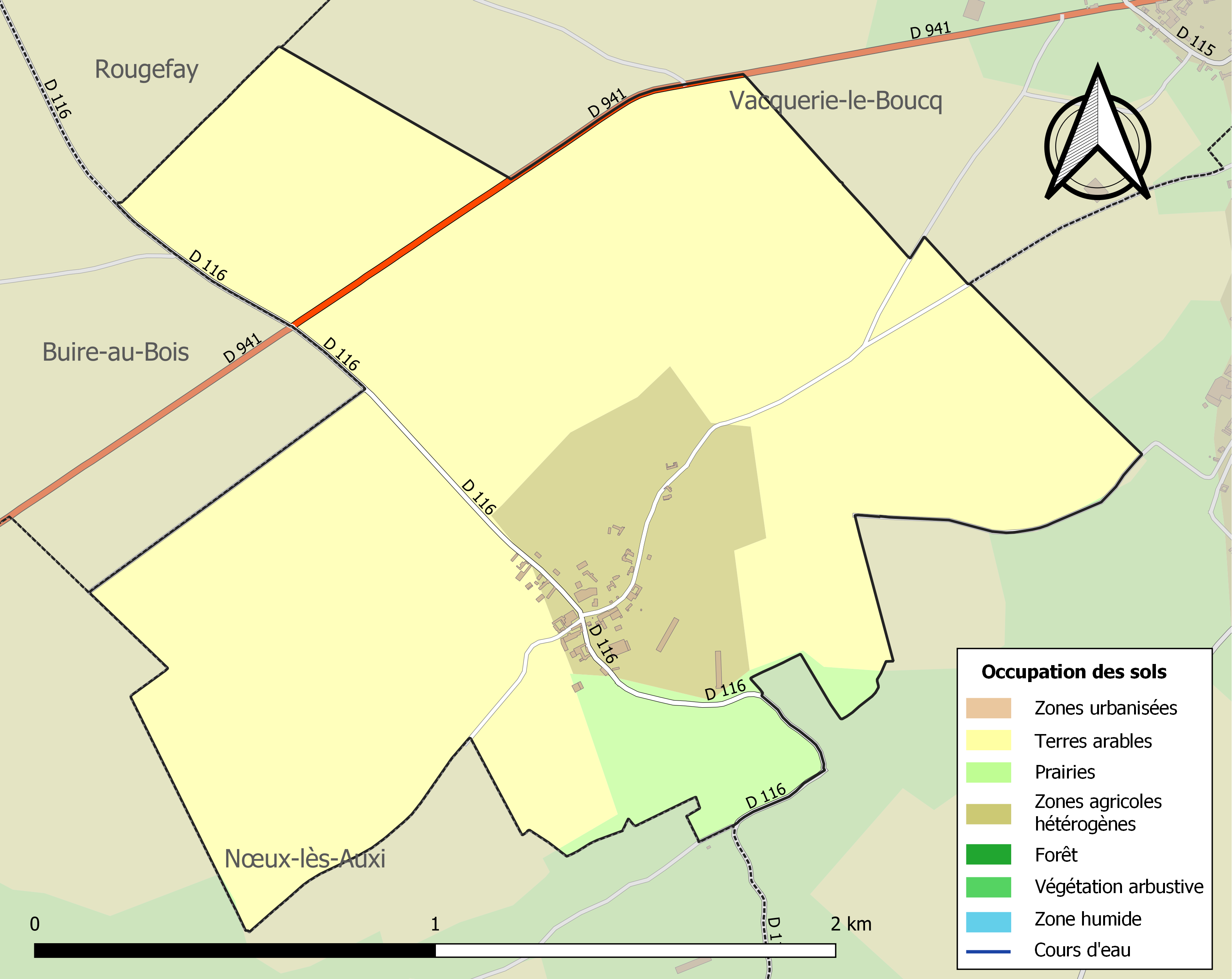
Carte des infrastructures et de l'occupation des sols de la commune en 2018 (CLC).

### Voies de communication et transports

#### Voies de communication
La commune est desservie par la route départementale D 116 et la D 941 qui relie Frévent et Abbeville.

## Toponymie
Le nom de la localité est attesté sous les formes Bofles (XIIe siècle), Pofles (1218), Bofflez (1499), Boffles (1720), Boffles depuis 1793 et 1801.
Homonymie avec Bouafles (Eure) et Bouafle (Yvelines), type toponymique commun au nord-ouest de l'hexagone.
Étymologie (voir toponymie de Bouafles) (Eure).

## Politique et administration

### Découpage territorial
La commune se trouve dans l'arrondissement d'Arras du département du Pas-de-Calais.

#### Commune et intercommunalités
La commune faisait partie de la petite communauté de communes de l'Auxillois créée fin 1998.
Dans le cadre des dispositions de la loi portant nouvelle organisation territoriale de la République (Loi NOTRe) du 7 août 2015, qui prévoit que les établissements publics de coopération intercommunale (EPCI) à fiscalité propre doivent avoir un minimum de 15 000 habitants, le préfet du Pas-de-Calais a publié le 12 octobre 2015 un projet de schéma départemental de coopération intercommunale qui prévoyait diverses fusion d'intercommunalité. À l'initiative des intercommunalités concernées, la Commission départementale de coopération intercommunale (CDCI) adopte le 26 février 2016 un amendement à ce projet, proposant la fusion de :
- la communauté de communes de l'Auxillois, regroupant 16 communes dont une de la Somme et 5 217 habitants[29] ;
- la communauté de communes de la région de Frévent, regroupant 12 communes et 6 567 habitants ;
- de la communauté de communes des Vertes Collines du Saint-Polois, regroupant 58 communes et 19 585 habitants ;
- de la communauté de communes du Pernois, regroupant 18 communes et 7 114 habitants.

Le schéma, intégrant notamment cette évolution, est approuvé par un arrêté préfectoral du 30 mars 2016, et la communauté de communes du Ternois, dont la commune est désormais membre, est créée par un arrêté préfectoral du 30 août 2016 qui a pris effet le 1er janvier 2017. La communauté de communes du Ternois regroupe 103 communes et totalise 37 469 habitants en 2021.

#### Circonscriptions administratives
La commune fait partie depuis 1801 du canton d'Auxi-le-Château. Dans le cadre du redécoupage cantonal de 2014 en France, ce canton, qui intègre toujours la commune, s'accroit et passe de 26 à 84 communes.

#### Circonscriptions électorales
Pour l'élection des députés, La commune fait partie de la première circonscription du Pas-de-Calais.

### Élections municipales et communautaires

#### Liste des maires
| Période                                  | Période                    | Identité        | Étiquette | Qualité                                                                              |
| ---------------------------------------- | -------------------------- | --------------- | --------- | ------------------------------------------------------------------------------------ |
| Les données manquantes sont à compléter. |                            |                 |           |                                                                                      |
| mars 2001                                | 2008                       | Francis Hinaut  |           |                                                                                      |
| mars 2008                                | En cours (au 18 juin 2022) | Raymond Croisel |           | Agriculteur retraité Réélu pour le mandat 2014-2020, Réélu pour le mandat 2020-2026, |

## Équipements et services publics

### Justice, sécurité, secours et défense
La commune dépend du tribunal judiciaire d'Arras, du conseil de prud'hommes d'Arras, de la cour d'appel de Douai, du tribunal de commerce d'Arras, du tribunal administratif de Lille, de la cour administrative d'appel de Douai et du tribunal pour enfants d'Arras.

## Population et société

### Démographie
Les habitants de la commune sont appelés les Bofflois.

#### Évolution démographique
L'évolution du nombre d'habitants est connue à travers les recensements de la population effectués dans la commune depuis 1793. Pour les communes de moins de 10 000 habitants, une enquête de recensement portant sur toute la population est réalisée tous les cinq ans, les populations de référence des années intermédiaires étant quant à elles estimées par interpolation ou extrapolation. Pour la commune, le premier recensement exhaustif entrant dans le cadre du nouveau dispositif a été réalisé en 2007.

En 2022, la commune comptait 47 habitants, en évolution de −9,62 % par rapport à 2016 (Pas-de-Calais : −0,72 %, France hors Mayotte : +2,11 %).
| 1793 | 1800 | 1806 | 1821 | 1831 | 1836 | 1841 | 1846 | 1851 |
| ---- | ---- | ---- | ---- | ---- | ---- | ---- | ---- | ---- |
| 116  | 102  | 92   | 132  | 127  | 120  | 123  | 124  | 137  |

| 1856 | 1861 | 1866 | 1872 | 1876 | 1881 | 1886 | 1891 | 1896 |
| ---- | ---- | ---- | ---- | ---- | ---- | ---- | ---- | ---- |
| 127  | 128  | 114  | 120  | 115  | 111  | 110  | 77   | 77   |

| 1901 | 1906 | 1911 | 1921 | 1926 | 1931 | 1936 | 1946 | 1954 |
| ---- | ---- | ---- | ---- | ---- | ---- | ---- | ---- | ---- |
| 87   | 91   | 92   | 76   | 73   | 71   | 74   | 86   | 61   |

| 1962 | 1968 | 1975 | 1982 | 1990 | 1999 | 2006 | 2007 | 2012 |
| ---- | ---- | ---- | ---- | ---- | ---- | ---- | ---- | ---- |
| 63   | 52   | 56   | 40   | 41   | 34   | 45   | 46   | 48   |

| 2017 | 2022 | - | - | - | - | - | - | - |
| ---- | ---- | - | - | - | - | - | - | - |
| 50   | 47   | - | - | - | - | - | - | - |

#### Pyramide des âges
La population de la commune est relativement jeune.
En 2018, le taux de personnes d'un âge inférieur à 30 ans s'élève à 38,0 %, soit au-dessus de la moyenne départementale (36,7 %). De même, le taux de personnes d'âge supérieur à 60 ans est de 32,0 % la même année, alors qu'il est de 24,9 % au niveau départemental.
En 2018, la commune comptait 25 hommes pour 25 femmes, soit un taux de 50 % de femmes, légèrement inférieur au taux départemental (51,5 %).
Les pyramides des âges de la commune et du département s'établissent comme suit.
| Hommes | Classe d’âge | Femmes |
| ------ | ------------ | ------ |
| 0,0    | 90 ou +      | 4,0    |
| 16,0   | 75-89 ans    | 8,0    |
| 16,0   | 60-74 ans    | 20,0   |
| 12,0   | 45-59 ans    | 8,0    |
| 20,0   | 30-44 ans    | 20,0   |
| 8,0    | 15-29 ans    | 12,0   |
| 28,0   | 0-14 ans     | 28,0   |

| Hommes | Classe d’âge | Femmes |
| ------ | ------------ | ------ |
| 0,5    | 90 ou +      | 1,6    |
| 5,6    | 75-89 ans    | 8,9    |
| 16,7   | 60-74 ans    | 18,1   |
| 20,2   | 45-59 ans    | 19,2   |
| 18,9   | 30-44 ans    | 18,1   |
| 18,2   | 15-29 ans    | 16,2   |
| 19,9   | 0-14 ans     | 17,9   |

## Culture locale et patrimoine

### Lieux et monuments
- L'église Saint-Martin.
- Le monument aux morts[46].

### Héraldique
| Blason de Boffles | Blason  | De sinople à deux bandes d'or.                   |
| Blason de Boffles | Détails | Le statut officiel du blason reste à déterminer. |

## Pour approfondir